# Болотноцветник корейский
Болотноцве́тник коре́йский (лат. Nymphoides coreana) — вид рода Болотоцветник (Nymphoides) семейства Вахтовые (Menyanthaceae).

## Ботаническое описание
Многолетнее травянистое растение, с погруженным корнем в воду. Соцветие — кисть. Цветки белого цвета. Плод — коробочка.
Произрастает в водоёмах.

## Ареал
В России встречается в Приморском крае. За рубежом обитает в Японии, Китае, на полуострове Корея.

## Охранный статус
Вид на грани исчезновения. Занесён в Красные книги Российской Федерации и Приморского края. Вымирает из-за осушения и загрязнения водоёмов.